# Liste unveröffentlichter Lieder von Michael Jackson
Dies ist eine Liste nie veröffentlichter Songs des US-amerikanischen Sängers Michael Jackson. Die Existenz der in der Liste genannten Songs ist durch Aussagen von Michael Jackson oder seinem Label, Berücksichtigungen in verworfenen Titellisten oder authentische Leaks im Internet (bestenfalls gleichzeitig mit Erwähnung in der Literatur) sehr wahrscheinlich bzw. sicher. Songs, die diese Kriterien nicht erfüllen, sollen nicht eingefügt werden. Eine Liste aller veröffentlichten Songs (ob zu Lebzeiten oder posthum erschien) findet sich unter Liste der Lieder von Michael Jackson.

## Liste
| Name                                  | Autoren                                 | Anmerkungen | Im Internet geleaked | Beleg |
| ------------------------------------- | --------------------------------------- | --- | -------------------- | ----- |
| A Baby Smiles                         | Michael Jackson                         | Produziert im Jahr 1979; Existenz von Jackson 1993 bestätigt | Nein                 | [ 1 ] |
| Bottle of Smoke                       | unbekannt                               | Produziert für das Album Dangerous (halb-fertig) | Nein                 |       |
| Buffalo Bill                          | Michael Jackson                         | Produziert im Jahr 1983 für das Album Victory; Existenz von Jackson 1993 bestätigt                                                                                                | Nein                 | [ 1 ] |
| California Grass                      | Michael Jackson                         | Produziert für das Album Dangerous, fertiggestellt im Jahr 1993; Existenz von Jackson 1993 bestätigt                                                                              | Nein                 | [ 1 ] |
| Chicago 1945                          | Steve Porcaro                           | Produziert für das Album Bad, Erwähnung im Albumbooklet von Xscape (Deluxe Edition)                                                                                               | Ja                   |       |
| Crack Kills                           | Michael Jackson                         | Produziert im Jahr 1986, geplant als Kollaboration mit Run-D.M.C.; Existenz von Jackson 1993 bestätigt                                                                            | Nein                 | [ 1 ] |
| Fantasy                               | Michael Jackson, Jermaine Jackson       | Produziert im Jahr 1983; Existenz von Jackson 1993 bestätigt | Nein                 | [ 1 ] |
| Far, Far Away                         | Michael Jackson                         | Produziert im Jahr 1983; Existenz von Jackson 1993 bestätigt | Nein                 | [ 1 ] |
| Ghost of Another Lover                | Michael Jackson                         | Produziert für das Album Dangerous (halb-fertig) | Ja                   |       |
| Goin’ to Rio                          | Michael Jackson, Carole Bayer Sager     | Geschrieben im Jahr 1976, später für das Album Off the Wall fertig produziert; Existenz von Jackson 1993 bestätigt                                                                | Nein                 | [ 1 ] |
| Hot Street                            | Rod Temperton                           | Produziert im Jahr 1982 für das Album Thriller; Existenz von Jackson 1993 bestätigt                                                                                               | Ja                   | [ 1 ] |
| I Forgive You                         | Michael Jackson                         | Geschrieben vor dem Jahr 1993, produziert im Jahr 2007; Existenz von Jackson 1993 bestätigt                                                                                       | Nein                 | [ 1 ] |
| If You Don’t Love Me                  | Michael Jackson, Bill Bottrell          | Produziert im Jahr 1989 für das Album Dangerous; sollte auf im Jahr 2001 erscheinender Bonusdisc zum 10. Jubiläum von Dangerous veröffentlicht werden, die später verworfen wurde | Ja                   |       |
| In the Valley                         | Michael Jackson                         | Geschrieben um 1991, produziert im Jahr 2000 mit Tyrese Gibson für das Album Invincible; Existenz von Jackson 1993 bestätigt                                                      | Nein                 | [ 1 ] |
| I’ll Be There (Adult Version)         |                                         | Für das nie veröffentlichte Kompilationsalbum Decade 80s-90s produzierte Cover des gleichnamigen Songs der Jackson Five.                                                          | Nein                 |       |
| Kentucky                              | Michael Jackson                         | Produziert im Jahr 1975; Existenz von Jackson 1993 bestätigt | Nein                 | [ 1 ] |
| Little Girls                          | Michael Jackson                         | Produziert für das Album Dangerous; Existenz von Jackson 1993 bestätigt | Nein                 | [ 1 ] |
| Llama Lola                            | Michael Jackson                         | Produziert für das Album Dangerous; Existenz von Jackson 1993 bestätigt | Nein                 | [ 1 ] |
| Lonely Bird                           | Michael Jackson                         | Produziert für das Album Dangerous; Existenz von Jackson 1993 bestätigt | Nein                 | [ 1 ] |
| Lonely Man                            | Michael Jackson                         | Produziert für das Album Dangerous; Existenz von Jackson 1993 bestätigt | Nein                 | [ 1 ] |
| Lucy Is in Love with Linus            | Michael Jackson                         | Produziert für das Album Dangerous; Existenz von Jackson 1993 bestätigt | Nein                 | [ 1 ] |
| Men in Black                          | Michael Jackson, Bryan Loren            | Produziert für das Album Dangerous | Ja                   |       |
| Michael McKellar                      | Michael Jackson                         | Geschrieben im Jahr 1991 für das Album Dangerous; Existenz von Jackson 1993 bestätigt                                                                                             | Nein                 | [ 1 ] |
| Never Can Say Goodbye (Adult Version) | Clifton Davis                           | Für das nie veröffentlichte Kompilationsalbum Decade 80s-90s produzierte Cover des gleichnamigen Songs der Jackson Five.                                                          | Nein                 |       |
| People Have to Make Some Sort of Joke | Michael Jackson                         | Existenz von Jackson 1993 bestätigt; damals noch unfertig, im Jahr 2000 fertiggeschrieben                                                                                         | Nein                 | [ 1 ] |
| Rolling the Dice                      | Rod Temperton                           | Produziert im Jahr 1981 für das Album Thriller; Existenz von Jackson 1993 bestätigt                                                                                               | Nein                 | [ 1 ] |
| Saturday Woman                        | Michael Jackson                         | Geschrieben und teilweise produziert für das Album Dangerous; Existenz von Jackson 1993 bestätigt                                                                                 | Ja                   | [ 1 ] |
| Saved by the Bell                     | Michael Jackson, Jermaine Jackson       | Existenz von Jackson 1993 bestätigt | Nein                 | [ 1 ] |
| Serious Effect                        | Michael Jackson, Bryan Loren, LL Cool J | Produziert für das Album Dangerous; Rap beigetragen von LL Cool J | Ja                   |       |
| She Got It                            | Michael Jackson, Bryan Loren            | Produziert für das Album Dangerous | Ja                   |       |
| She’s Not A Girl                      | Michael Jackson                         | Demo; Existenz von Jackson 1993 bestätigt | Nein                 | [ 1 ] |
| Sister Sue                            | Michael Jackson                         | Existenz von Jackson 1993 bestätigt | Nein                 | [ 1 ] |
| The Sky is the Limit                  | Michael Jackson                         | Produziert im Jahr 1983, sehr frühe Version von Bad; Existenz von Jackson 1993 bestätigt                                                                                          | Nein                 | [ 1 ] |
| Work That Body                        | Michael Jackson, Bryan Loren            | Produziert für das Album Dangerous | Ja                   |       |
| You Ain’t Gonna Change                | Michael Jackson                         | Existenz von Jackson 1993 bestätigt | Nein                 | [ 1 ] |